# Kaushiki Chakrabarty
Pour les articles homonymes, voir Chakraborty.
Kaushiki Chakrabarty (bengali : কৌশিকী চক্রবর্তী) est une chanteuse de musique classique indienne née en 1980 à Calcutta. En mars 2020, à l'occasion de la Journée internationale des femmes, elle reçoit la plus haute récompense pour les femmes en Inde, le prix Nari Shakti Puraskar (en français : Prix du pouvoir des femmes), des mains du président indien, Ram Nath Kovind.

## Biographie
Kaushiki Chakrabarty est née en 1980 à Kolkata, en Inde. Elle est la fille de Chandana Chakraborty et du célèbre chanteur classique indien Ajoy Chakrabarty. Dès l'âge de deux ans, elle manifesta son vif intérêt pour la musique. Elle avait accompagné son père dans ses tournées mondiales de spectacles musicaux depuis la fin des années 1980 et a chanté sa première chanson, un Tarânâ à l'âge de 7 ans au Calcutta Rowing Club. À dix ans, elle a commencé à apprendre la musique classique indienne à l'académie dirigée par Jnan Prakash Ghosh, qui était aussi le guru de son père, puis elle a rejoint l'ITC Sangeet Research Academy où elle a obtenu un diplôme en 2004. Vijay Kichlu, directeur de l’académie, a mis au point son habileté à interpréter le khyal. Elle a également été formée par son père à son école de musique Shrutinandan à Kolkata. Elle s'est non seulement spécialisée dans l'interprétation de khyals et thumri, mais elle a également appris la musique classique indienne du sud de Balamurali Krishna en 2002.Elle a terminé ses études à l'école Patha Bhavan à Kolkata. En 2002, elle devient aussi diplômée en philosophie du Jogamaya Devi College, un collège affilié de femmes de l’université de Calcutta (Kolkata). Elle a encore fait une maîtrise en philosophie à l'Université de Jadavpur.
En 2013, elle a joué au théâtre de la ville

## Discographie partielle
- 2002- A Journey Begins
- 2005- Hamaaro Pranaam
- 2005- Water
- 2007- Rageshri
- 2007- Pure
- 2008- Jhanak
- 2010- Jag Do Din Ka Mela
- 2011- Manomay
- 2011- Kaushiki
- 2011- Jaani Dyakha Hawbe
- 2012- Paanch Adhyay (Original Motion Picture Soundtrack)
- 2013- Boon
- 2013- Hanuman.com
- 2013- Shunyo Awnko
- 2013- Thirumanam Enum Nikkah
- 2014- Parapaar (Original Motion Picture Soundtrack)
- 2014- Gulaab Gang
- 2014- Ramanujan
- 2014- Sondhey Naamar Aagey (Original Motion Picture Soundtrack)
- 2014- Hrid Majharey (Original Motion Picture Soundtrack)
- 2015- Karvaan
- 2015- Kadambari (Original Motion Picture Soundtrack)
- 2015- Family Album (Original Motion Picture Soundtracks)
- 2016- Mirzya
- 2017- Kaushikis Sakhi
- 2017- Arani Takhon (Original Motion Picture Soundtrack)
- 2017- Gaayeja